# اوتنسهیم
اوتنسهیم (به آلمانی: Ottensheim) یک منطقهٔ مسکونی در اتریش است که در ناحیه اورفار اومگبونگ واقع شده‌است. اوتنسهیم ۱۲ کیلومتر مربع مساحت دارد ۲۷۰ متر بالاتر از سطح دریا واقع شده‌است.